# Hôtel Saint-Clair
L'hôtel Saint-Clair est un hôtel particulier situé à Guérande, en France.

## Description
Ce monument est constitué de deux bâtiments : l'hôtel dit de Kerhué, construit au XVIIe siècle, et l'hôtel dit Saint-Clair, datant du XVIIIe siècle.

## Localisation
L'hôtel particulier est situé sur la commune de Guérande, dans le département de la Loire-Atlantique.

## Historique
Le monument est inscrit partiellement en tant que monument historique en 1994.